# El Tule (gemeente)
El Tule is een van de 67 gemeenten van Chihuahua, in het noorden van Mexico. Hoofdplaats is El Tule. De gemeente heeft een oppervlakte van 409,4 km².
Vanaf 2010 had de gemeente een totale bevolking van 1.869.
De gemeente heeft 35 dorpskernen.